# Ветчинов Денис Васильович
Денис Васильович Ветчинов (28 червня 1976, Шантобе — 9 серпня 2008, Цхінвалі) — російський офіцер. Майор ЗС РФ, Герой Російської Федерації (посмертно).

## Біографія
1993 року закінчив середню школу імені В. М. Комарова селища Шантобе.
З 1993 проходив строкову службу.
З 1995 по 1999 навчався в Омському загальновійськовому командному училищі імені М. В. Фрунзе. У 1998 році в рамках реформи військової освіти воно було розформована, тому Ветчинов був переведений до Казані, де в 2000 році закінчив Казанську філію Челябінського танкового інституту (нині — Казанське вище військове командне училище).
З лютого 2000 року у складі 205-ї мотострілецької бригади брав участь у Другій Чеченській війні.
2004-2008 — служив у 70-му гвардійському мотострілецькому полку на посаді заступника командира артилерійського дивізіону з виховної роботи.
В серпні 2008 брав участь у вторгненні в Грузію. Заступник командира 135-го мотострілецького полку 19-ї мотострілецької дивізії 58-ї армії з виховної роботи. Загинув у бою. 
15 серпня 2008 року похований у Волгограді на Алеї Героїв Димитрієвського (Центрального) цвинтаря.

## Нагороди
Отримав декілька нагород серед яких:
- Герой Російської Федерації (15 серпня 2008 року, посмертно), за мужність та героїзм, виявлені при виконанні військового обов'язку у Північно-Кавказькому регіоні[1]
- Медаль «За відвагу» (2002)
- Медаль «За військову доблесть» I ступені
- Медаль «За відмінність у військовій службі» 3 ступеня
- Орден «Уацамонга» (Південна Осетія, 23 листопада 2008 року, посмертно)[2]